# Yuan Hong
Yuan Hong (en chino: 袁宏, 328 – 376), cuyo nombre de cortesía era Yanbo, fue un erudito, historiador y político de la dinastía Jin.
Nacido en Zhoukou, Henan, se desempeñó como asesor de los generales Xie Shang y Huan Wen en varias campañas militares. Pero es más conocido por sus obras literarias, especialmente por Records of Later Han, que sirvió como base para el más famoso Libro de Han Posterior por Fan Ye. Una colección de sus obras, en treinta volúmenes, ya no se preserva. Una veintena de sus poemas y ensayos se han conservado.
- Datos: Q594971